# Gonatium
Gonatium és un gènere d'aranyes araneomorfes de la subfamília Erigoninae, dins de la família Linyphiidae.
Fou descrit per primera vegada per Anton Menge l'any 1868.

## Distribució
Es pot trobar a la zona holàrtica: Algèria, Bulgària, Canadà, Xina, França, Israel, Itàlia, Japó, Kazakhstan, Kenya, Corea, Macedònia, Marroc, Portugal, Romania, Rússia, Espanya, Turquia i els Estats Units:

## Llista d'espècies
Segons The World Spider Catalog 12.0:
- Gonatium arimaense Oi, 1960
- Gonatium biimpressum Simon, 1884
- Gonatium cappadocium Millidge, 1981
- Gonatium crassipalpum Bryant, 1933
- Gonatium dayense Simon, 1884
- Gonatium ensipotens (Simon, 1881)
- Gonatium fuscum Bösenberg, 1902
- Gonatium geniculosum Simon, 1918
- Gonatium gilbum Bösenberg, 1902
- Gonatium filés (Thorell, 1875)
- Gonatium japonicum Simon, 1906
- Gonatium nemorivagum (O. Pickard-Cambridge, 1875)
- Gonatium nipponicum Millidge, 1981
- Gonatium occidentale Simon, 1918
- Gonatium orientale Fage, 1931
- Gonatium pacificum Eskov, 1989
- Gonatium pallidum Bösenberg, 1902
- Gonatium paradoxum (L. Koch, 1869)
- Gonatium petrunkewitschi Caporiacco, 1949
- Gonatium rubellum (Blackwall, 1841)
- Gonatium rubens (Blackwall, 1833) (Espècie tipus)
- Gonatium strugaense Drensky, 1929